# سلیم خرچنگ‌خوار
سلیم خرچنگ‌خوار با نام کامل‌تر سلیم خرچنگ‌خوار حواصیلی (نام علمی: Dromas ardeola) گونه‌ای از پرندگان آبچر است. این گونه خانواده خود را که سلیم‌خرچنگ‌خواریان (Dromadidae) نام دارد تشکیل می‌دهد.
این پرنده پاهای بلند آبی- خاکستری و پرهای زینتی سیاه و سفید و منقار سنگین و بزرگ و قوی و خنجرشکل دارد.